# Carpe Tenebrum
Carpe Tenebrum — блек-метал-група з Норвегії, згодом перейшла на дез-метал.

## Студійні альбоми
- Majestic Nothingness — 1997
- Mirrored Hate Painting — 1999
- Dreaded Chaotic Reign — 2002

## Склад

### Поточний склад
- Astennu (Jamie Stinson) — гітара, бас-гітара, ударні, клавішні та вокал (раніше вCovenant,Dimmu Borgir)

### Колишні учасники
- Nagash (Stian Arnesen) — вокал (раніше в Dimmu Borgir,Covenant, зараз вThe Kovenant)